# Bałuty
Bałuty jsou severní předměstí polského města Lodž. Mají rozlohu 78,9 km² a žije zde okolo 190 000 obyvatel.
Vznik a populační vzestup sídla souvisí s textilní továrnou, kterou založil Izrael Poznański. V roce 1915 měly Bałuty přes sto tisíc obyvatel a byly největší vesnicí v Evropě. V letech 1954 až 1992 byly jedním obvodů Lodže, od té doby se název používá jen neoficiálně.
Nachází se zde tržnice Bałucki Rynek a lesní komplex Las Łagiewnicki, využívaný k rekreaci. Bývalá Poznańského továrna byla adaptována na obchodní a kulturní centrum Manufaktura. Nový židovský hřbitov z roku 1892 je jediným zachovaným židovským hřbitovem v Lodži. Za druhé světové války leželo na území Bałut Lodžské ghetto. V parku im. Szarych Szeregów připomíná oběti války pomník Puklé srdce, jehož autorkou je Jadwiga Janusová.
Bałuty mají tradiční pověst chudinské čtvrti s vysokou kriminalitou. Pavel Štingl natočil v roce 2008 o temné historii i přítomnosti místa dokumentární film Ghetto jménem Baluty.